# سكوت فرانتز
سكوت فرانتز (بالإنجليزية: Scott Frantz)‏ هو سياسي أمريكي، ولد في 1960. حزبياً، نشط في الحزب الجمهوري. وقد انتخب عضو مجلس ولاية كونيتيكت.